# Retigyra millipunctata
Retigyra millipunctata is een slakkensoort uit de familie van de Skeneidae. De wetenschappelijke naam van de soort is voor het eerst geldig gepubliceerd in 1886 door Friele.